# Divisione B

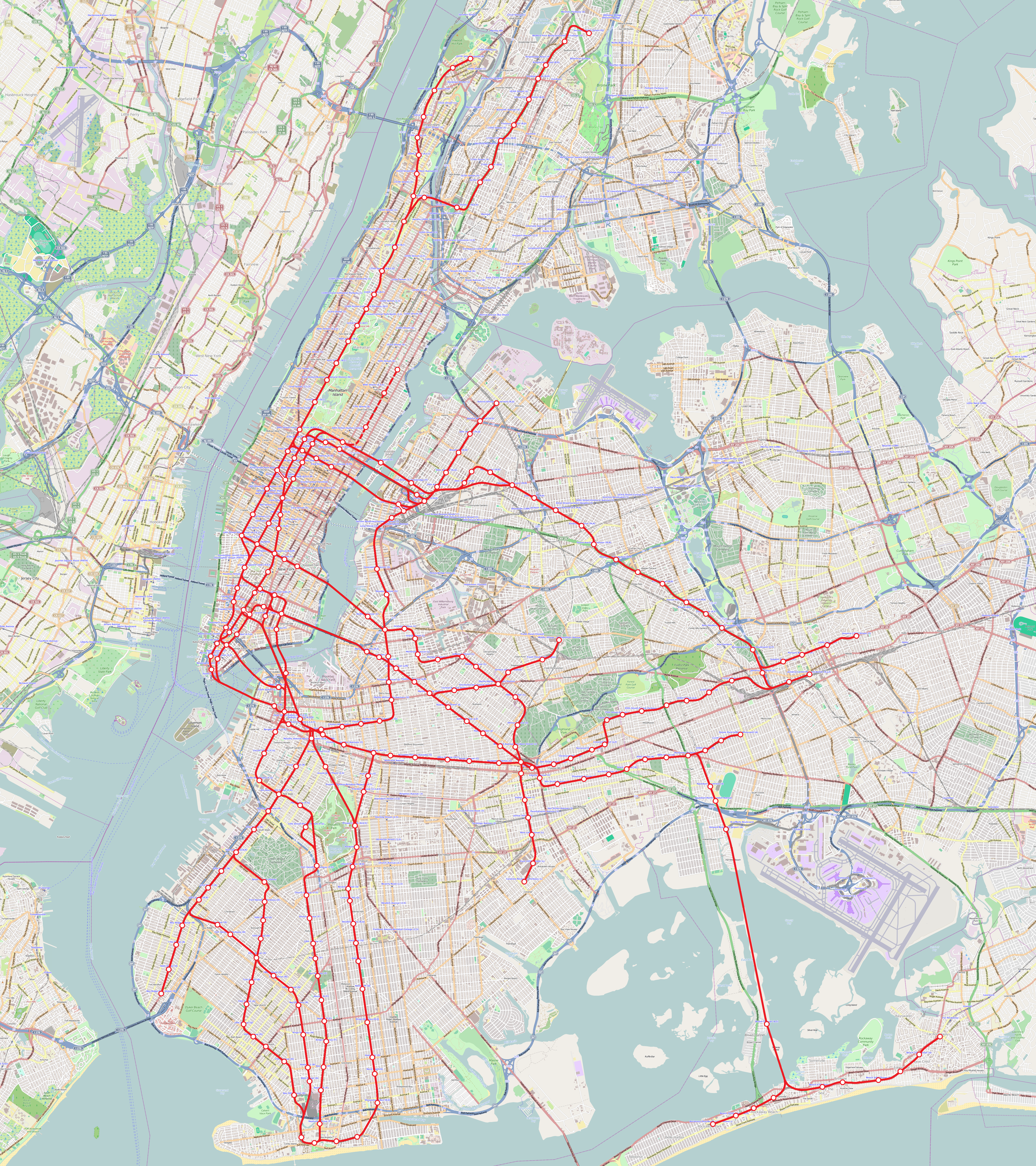
Mappa della divisione B.

La divisione B è una delle due divisioni della metropolitana di New York. Essa raggruppa tutte le linee indicate con lettere dell'alfabeto e le due navette Franklin Avenue Shuttle e Rockaway Park Shuttle. La principale differenza con la divisione A è rappresentata dal materiale rotabile, che è più lungo e pesante nella divisione B.
In particolare, raggruppa tutte le linee e le infrastrutture gestite dalla Brooklyn-Manhattan Transit Corporation o appartenenti all'Independent Subway System prima del 1940, anno in cui la città di New York divenne l'unica proprietaria dell'intero sistema metropolitano. Ancora oggi, spesso, ci si riferisce ai due ex sistemi con il nome di divisione IND e divisione BMT.

## Linee e infrastrutture

### Linee
In totale fanno parte della divisione B 17 delle 25 linee o service della metropolitana di New York. Tra queste, le linee C, G, L, M e R svolgono un servizio interamente locale, le linee A, B, D, E, F, J, N, Q e Z svolgono invece in parte un servizio locale e in parte un servizio espresso. A queste linee vanno infine aggiunte le due navette Franklin Avenue Shuttle e Rockaway Park Shuttle, indicate con la lettera S.
| Logo | Nome                            | Percorso                                                                                               | Stazioni |
| ---- | ------------------------------- | --- | -------- |
|      | Eighth Avenue Express           | Inwood-207th Street ↔ Ozone Park-Lefferts Boulevard / Far Rockaway-Mott Avenue o Rockaway Park         | 66       |
|      | Eighth Avenue Local             | 168th Street ↔ Euclid Avenue                                                                           | 40       |
|      | Eighth Avenue Local             | Jamaica Center-Parsons/Archer ↔ World Trade Center                                                     | 32       |
|      | Sixth Avenue Express            | 145th Street o Bedford Park Boulevard (ore di punta) ↔ Brighton Beach                                  | 37       |
|      | Sixth Avenue Express            | Norwood-205th Street ↔ Coney Island-Stillwell Avenue                                                   | 41       |
|      | Sixth Avenue Local              | Jamaica-179th Street ↔ Coney Island-Stillwell Avenue                                                   | 41       |
|      | Sixth Avenue Express            | Jamaica-179th Street ↔ Coney Island-Stillwell Avenue                                                   | 35       |
|      | Sixth Avenue Local              | Forest Hills-71st Avenue o Myrtle Avenue (notte) o Essex Street (fine settimana) ↔ Metropolitan Avenue | 36       |
|      | Brooklyn-Queens Crosstown Local | Court Square ↔ Church Avenue                                                                           | 21       |
|      | Nassau Street Local             | Jamaica Center-Parsons/Archer ↔ Broad Street                                                           | 30       |
|      | Nassau Street Express           | Jamaica Center-Parsons/Archer ↔ Broad Street                                                           | 21       |
|      | 14th Street-Canarsie Local      | Eighth Avenue ↔ Canarsie-Rockaway Parkway                                                              | 24       |
|      | Broadway Express                | Astoria-Ditmars Boulevard ↔ Coney Island-Stillwell Avenue                                              | 45       |
|      | Broadway Express                | 96th Street ↔ Coney Island-Stillwell Avenue                                                            | 30       |
|      | Broadway Local                  | Forest Hills-71st Avenue o Whitehall Street (notte) ↔ Bay Ridge-95th Street                            | 45       |
|      | Broadway Local                  | Astoria-Ditmars Boulevard ↔ Whitehall Street-South Ferry                                               | 23       |
|      | Franklin Avenue Shuttle         | Franklin Avenue ↔ Prospect Park                                                                        | 4        |
|      | Rockaway Park Shuttle           | Broad Channel ↔ Rockaway Park-Beach 116th Street                                                       | 5        |

### Infrastrutture
Le infrastrutture facenti parte della divisione B e attualmente utilizzate sono quelle del sottostante elenco, ad esse bisogna poi aggiungere la linea BMT 63rd Street che non è usata da alcun service e la Second Avenue Subway, attualmente in costruzione.
- Linea BMT Fourth Avenue
- Linea IND Sixth Avenue
- Linea IND Eighth Avenue
- Linea IND 63rd Street
- 60th Street Tunnel Connection
- Linea IND Archer Avenue
- Linea BMT Archer Avenue
- Linea BMT Astoria

- Linea BMT Brighton
- Linea BMT Broadway
- Linea BMT Canarsie
- Chrystie Street Connection
- Linea IND Concourse
- Linea IND Crosstown
- Linea IND Culver
- Linea BMT Franklin Avenue

- Linea IND Fulton Street
- Linea BMT Jamaica
- Linea BMT Myrtle Avenue
- Linea BMT Nassau Street
- Linea IND Queens Boulevard
- Linea IND Rockaway
- Linea BMT Sea Beach
- Linea BMT West End